# Haspres
Haspres és un municipi francès, situat a la regió dels Alts de França, al departament del Nord. L'any 2006 tenia 2.679 habitants. Limita al nord amb Douchy-les-Mines, al nord-est amb Thiant i Monchaux-sur-Écaillon, a l'est amb Verchain-Maugré, al sud-est amb Saulzoir, al sud amb Villers-en-Cauchies, al sud-oest amb Avesnes-le-Sec i al nord-oest amb Noyelles-sur-Selle.

## Demografia
| 1962                                       | 1968  | 1975  | 1982  | 1990  | 1999  | 2006  |
| ------------------------------------------ | ----- | ----- | ----- | ----- | ----- | ----- |
| 2.920                                      | 2.941 | 2.889 | 2.700 | 2.715 | 2.753 | 2.679 |
| Des de 1962: població sense dobles comptes |       |       |       |       |       |       |

## Administració
| Període | Identitat          | Partit |
| ------- | ------------------ | ------ |
| 2001-   | Francis Stiévenard | PS     |